# Warwick (motoryzacja)
Warwick – marka brytyjskiego samochodu montowanego przez Bernard Roger Developments Limited, będącego kontynuacją modelu Peerless GT.
Po upadku Peerless Cars Limited konstruktor modelu Peerless GT Bernie Roger chciał wznowić produkcję, ulepszając podzespoły. Oprócz tego zbudowano dwa prototypy 3,5 Litre oraz 305GT z silnikami Buick lub Rover. Łącznie zmontowano 40 sztuk modelu GT, po czym przedsiębiorstwo zamknięto.